# 賈米森 (內布拉斯加州)
賈米森（英語：Jamison）是位於美國內布拉斯加州基亞帕哈縣的非建制地區。

## 歷史
賈米森的郵局於1903年設立，其後於1972年停運。

## 地理
賈米森所處的海拔為高於海平面680米（即2231英呎），而該地所採用的時區為UTC-6，即北美中部时区（CST）。同時該地設有夏令時間，為UTC-6調快一小時，即UTC-5（CDT）。